# Ugo Anzile
Ugo Anzile (Pocenia, 2 febbraio 1931 – Metz, 25 aprile 2010) è stato un ciclista su strada italiano, naturalizzato Francese, vincitore del Grand Prix de Ouest France nel 1954.

## Carriera
Professionista dal 1952 al 1958, era fratello del ciclista Guido Anzile, nonché nipote di Giuseppe Sciardis e Gino Sciardis. 
Fu secondo al Giro del Marocco nel 1953.

## Palmarès

### Strada
- 1952

classifica generale Tour dell'Ouest
- 1953

classifica generale Tour de Lorraine
- 1935

Nantes-Les Sables-d'Olonne
- 1937

Circuito dell'Armorica

## Piazzamenti

### Grandi Giri
- Tour de France

1953: 20ª
1955: 33ª
1957: ritirato